# Prasinocyma semicincta
Prasinocyma semicincta är en fjärilsart som beskrevs av Claude Herbulot 1982. Prasinocyma semicincta ingår i släktet Prasinocyma och familjen mätare. Inga underarter finns listade i Catalogue of Life.